# Jennifer Onasanya
Jennifer Jantina Oluumi Desire Demarthon-Onasanya (* 18. Februar 1994 in Leiden, Südholland, Niederlande) ist eine österreichische Bobsportlerin niederländischer Herkunft. Sie gewann als Anschieberin drei Bronzemedaillen bei Europameisterschaften (2017 mit Christina Hengster, 2019 und 2020 mit Katrin Beierl) und sicherte sich 2020/21 gemeinsam mit Pilotin Beierl den Gesamtweltcup im Zweierbob.

## Biografie
Jennifer Onasanya kam 1994 im südholländischen Leiden zur Welt. Bevor sie sich dem Bobsport widmete, war sie als Speerwerferin aktiv und erreichte 2014 eine persönliche Bestweite von 40,64 Metern. Nachdem eine Knöchelverletzung ihrer Laufbahn in der Leichtathletik ein Ende bereitet hatte, war sie kurzzeitig für den niederländischen Bobverband aktiv, entschied sich 2016 aber aufgrund der besseren Förderungen für einen Wechsel nach Österreich.
Zunächst war sie als Anschieberin für Christina Hengster aktiv. Im Jänner 2017 starteten Hengster und Onasanya erstmals gemeinsam im Weltcup. Bei der Europameisterschaft in Winterberg gewannen die beiden die Bronzemedaille im Zweierbob, bei der Weltmeisterschaft am Königssee belegten sie Rang fünf. Seit der Saison 2017/18 bildet Onasanya ein Team mit der Niederösterreicherin Katrin Beierl, bei den Olympischen Spielen von Pyeongchang war sie jedoch aufgrund ihrer niederländischen Staatsangehörigkeit mit Beierl nicht startberechtigt. Im kommenden Weltcup-Winter fuhren die beiden in fünf von sechs Rennen unter die besten zehn und klassierten sich auf Gesamtrang acht. Bei der Europameisterschaft am Königssee gewannen sie die Bronzemedaille, bei der Weltmeisterschaft in Whistler verpassten sie als Vierte nur knapp eine weitere Medaille. Wiederum am Königssee wurden die beiden Juniorenweltmeisterinnen.
2019/20 verbesserten sich Onasanya und Beierl im Gesamtweltcup auf Platz sechs, bei den Großereignissen blieben sie jedoch hinter den Medaillenrängen zurück. Im Hinblick auf die Olympischen Winterspiele 2022 gab die Niederländerin ihre Anstellung als Sozialbetreuerin im Behindertenbereich auf und verlagerte ihren Lebensmittelpunkt von Leiden nach Innsbruck. Im Dezember 2020 erhielt die 26-Jährige die österreichische Staatsbürgerschaft. Mit ihren ersten drei Podestplätzen in Sigulda, Winterberg und Innsbruck sicherten sich Beierl und Onasanya als erste Österreicherinnen den Gewinn des Gesamtweltcups. Bei der Europameisterschaft in Winterberg holten sie eine weitere Bronzemedaille, bei der Weltmeisterschaft in Altenberg wurden sie Siebente.

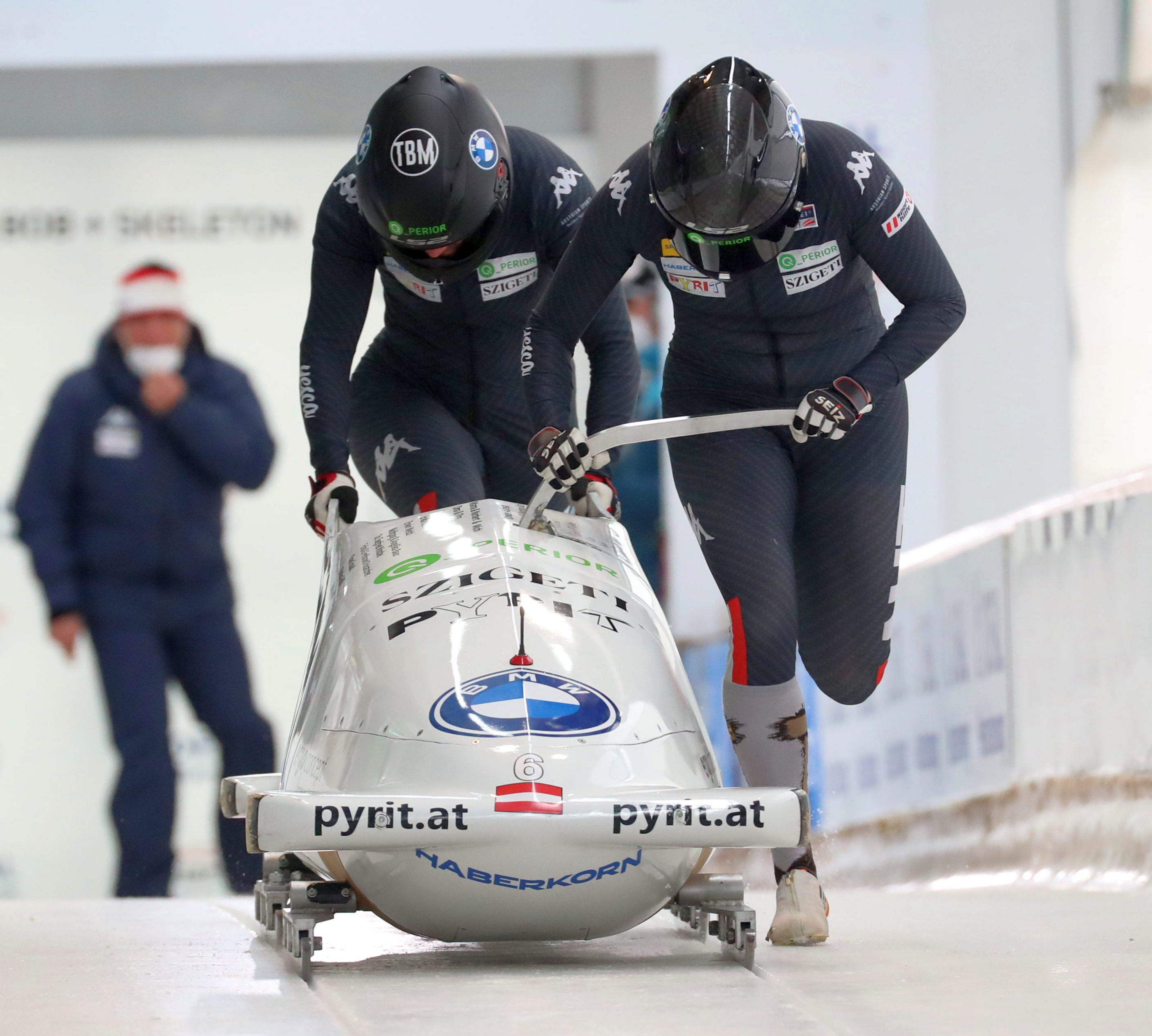
Onasanya (links) und Beierl bei der WM 2021 in Altenberg

Nach einem leichten Schlaganfall Beierls im Sommer 2022 konnte das Duo in der folgenden Saison nicht an Wettkämpfen teilnehmen. Im Juni 2023 verkündete Onasanya ihre Schwangerschaft und beendete die Zusammenarbeit mit Beierl.
Im Sommer 2021 absolvierte Onasanya die Grundausbildung als Heeressportlerin beim Bundesheer. Sie ist mit dem monegassisch-französischen Bobfahrer Thibault Demarthon verheiratet und trägt seit der Hochzeit den Doppelnamen Demarthon-Onasanya.

## Erfolge

### Weltmeisterschaften
- Königssee 2017: 5. Zweierbob, 5. Teamwettbewerb
- Whistler 2019: 4. Zweierbob
- Altenberg 2020: 9. Zweierbob
- Altenberg 2021: 7. Zweierbob

### Europameisterschaften
- Winterberg 2017:  im Zweierbob
- Innsbruck 2017: 6. Zweierbob
- Königssee 2019:  im Zweierbob
- Sigulda 2020: 5. Zweierbob
- Winterberg 2021:  im Zweierbob

### Gesamtweltcup
| Saison  | Platz | Punkte |
| ------- | ----- | ------ |
| 2018/19 | 8.    | 1056   |
| 2019/20 | 6.    | 1264   |
| 2020/21 | 1.    | 1506   |
| 2021/22 | 17.   | 896    |

### Juniorenweltmeisterschaften
- St. Moritz 2018: 4. Zweierbob
- Königssee 2019:  im Zweierbob

### Europacupsiege
Zweierbob Damen
| Nr. | Datum         | Ort         | Bahn                                    | Pilotin       |
| --- | ------------- | ----------- | --------------------------------------- | ------------- |
| 1.  | 11. Nov. 2017 | Lillehammer | Bob- und Rennschlittenbahn Hunderfossen | Katrin Beierl |
| 2.  | 12. Nov. 2017 | Lillehammer | Bob- und Rennschlittenbahn Hunderfossen | Katrin Beierl |
| 3.  | 1. Dez. 2017  | Königssee   | Kombinierte Kunsteisbahn am Königssee   | Katrin Beierl |
| 4.  | 2. Dez. 2017  | Königssee   | Kombinierte Kunsteisbahn am Königssee   | Katrin Beierl |